# Paraphasiopsis mellicornis
Paraphasiopsis mellicornis är en tvåvingeart som beskrevs av Townsend 1917. Paraphasiopsis mellicornis ingår i släktet Paraphasiopsis och familjen parasitflugor. Inga underarter finns listade i Catalogue of Life.